# Madrid Masters 2007 - Qualificazioni singolare
Le qualificazioni del singolare  del Madrid Masters 2007 sono state un torneo di tennis preliminare per accedere alla fase finale della manifestazione. I vincitori dell'ultimo turno sono entrati di diritto nel tabellone principale. In caso di ritiro di uno o più giocatori aventi diritto a questi sono subentrati i lucky loser, ossia i giocatori che hanno perso nell'ultimo turno ma che avevano una classifica più alta rispetto agli altri partecipanti che avevano comunque perso nel turno finale.
Le qualificazioni del torneoMadrid Masters  2007 prevedevano 24 partecipanti di cui 6 sono entrati nel tabellone principale.

## Teste di serie
1. Ernests Gulbis (primo turno)
2. Óscar Hernández (ultimo turno)
3. Agustín Calleri (Qualificato)
4. Stefan Koubek (Qualificato)
5. Kristof Vliegen (ultimo turno)
6. Frank Dancevic (ultimo turno)

1. Robby Ginepri (Qualificato)
2. Nicolás Massú (ultimo turno)
3. Marc Gicquel (Qualificato)
4. Alejandro Falla (primo turno)
5. Andrei Pavel (Qualificato)
6. Simone Bolelli (ultimo turno)

## Qualificati
1. Marc Gicquel
2. Robby Ginepri
3. Agustín Calleri

1. Stefan Koubek
2. Andrei Pavel
3. Alejandro Falla

## Tabellone

### Legenda
| - Q = Qualificato - WC = Wild card - LL = Lucky loser | - ALT = Alternate - SE = Special Exempt - PR = Protected Ranking | - w/o = Walkover - r = Ritirato - d = Squalificato |

### Sezione 1
|  | Primo turno | Primo turno           | Primo turno           | Primo turno | Primo turno |  |  | Ultimo turno | Ultimo turno       | Ultimo turno       | Ultimo turno | Ultimo turno |  |
|  |             |                       |                       |             |             |  |  |              |                    |                    |              |              |  |
|  |             | Tejmuraz Gabašvili    | 4                     | 6           | 6           |  |  |              |                    |                    |              |              |  |
|  | 1           | Ernests Gulbis        | 6                     | 1           | 2           |  |  |              | Tejmuraz Gabašvili | Tejmuraz Gabašvili | 4            | 65           |  |
|  | 9           | Marc Gicquel          | Marc Gicquel          | 6           | 6           |  |  | 9            | Marc Gicquel       | Marc Gicquel       | 6            | 7            |  |
|  |             | Rubén Ramírez Hidalgo | Rubén Ramírez Hidalgo | 2           | 3           |  |  |              |                    |                    |              |              |  |

### Sezione 2
|  | Primo turno | Primo turno          | Primo turno          | Primo turno | Primo turno |  |  | Ultimo turno | Ultimo turno    | Ultimo turno    | Ultimo turno | Ultimo turno |  |
|  |             |                      |                      |             |             |  |  |              |                 |                 |              |              |  |
|  | 2           | Óscar Hernández      | Óscar Hernández      | 6           | 6           |  |  |              |                 |                 |              |              |  |
|  |             | Oscar Burrieza-Lopez | Oscar Burrieza-Lopez | 4           | 3           |  |  | 2            | Óscar Hernández | Óscar Hernández | 3            | 4            |  |
|  | 7           | Robby Ginepri        | Robby Ginepri        | 6           | 6           |  |  | 7            | Robby Ginepri   | Robby Ginepri   | 6            | 6            |  |
|  |             | Carlos Gomez-Herrera | Carlos Gomez-Herrera | 0           | 1           |  |  |              |                 |                 |              |              |  |

### Sezione 3
|  | Primo turno | Primo turno     | Primo turno     | Primo turno | Primo turno |  |  | Ultimo turno | Ultimo turno    | Ultimo turno    | Ultimo turno | Ultimo turno |  |
|  |             |                 |                 |             |             |  |  |              |                 |                 |              |              |  |
|  | 3           | Agustín Calleri | Agustín Calleri | 6           | 6           |  |  |              |                 |                 |              |              |  |
|  |             | Flavio Cipolla  | Flavio Cipolla  | 3           | 0           |  |  | 3            | Agustín Calleri | Agustín Calleri | 6            | 7            |  |
|  | 12          | Simone Bolelli  | 6               | 6           | 6           |  |  | 12           | Simone Bolelli  | Simone Bolelli  | 1            | 62           |  |
|  |             | Nenad Zimonjić  | 2               | 7           | 3           |  |  |              |                 |                 |              |              |  |

### Sezione 4
|  | Primo turno | Primo turno              | Primo turno              | Primo turno | Primo turno |  |  | Ultimo turno | Ultimo turno  | Ultimo turno  | Ultimo turno | Ultimo turno |  |
|  |             |                          |                          |             |             |  |  |              |               |               |              |              |  |
|  | 4           | Stefan Koubek            | Stefan Koubek            | 6           | 6           |  |  |              |               |               |              |              |  |
|  |             | Iván Navarro             | Iván Navarro             | 3           | 4           |  |  | 4            | Stefan Koubek | Stefan Koubek | 6            | 6            |  |
|  | 8           | Nicolás Massú            | Nicolás Massú            | 6           | 6           |  |  | 8            | Nicolás Massú | Nicolás Massú | 1            | 2            |  |
|  |             | Guillermo Alcorta-Olarra | Guillermo Alcorta-Olarra | 1           | 1           |  |  |              |               |               |              |              |  |

### Sezione 5
|  | Primo turno | Primo turno      | Primo turno      | Primo turno | Primo turno |  |  | Ultimo turno | Ultimo turno    | Ultimo turno | Ultimo turno | Ultimo turno |  |
|  |             |                  |                  |             |             |  |  |              |                 |              |              |              |  |
|  | 5           | Kristof Vliegen  | Kristof Vliegen  | 6           | 7           |  |  |              |                 |              |              |              |  |
|  |             | Ivo Minář        | Ivo Minář        | 1           | 68          |  |  | 5            | Kristof Vliegen | 1            | 7            | 4            |  |
|  | 11          | Andrei Pavel     | Andrei Pavel     | 7           | 7           |  |  | 11           | Andrei Pavel    | 6            | 68           | 6            |  |
|  |             | Nicolás Lapentti | Nicolás Lapentti | 68          | 5           |  |  |              |                 |              |              |              |  |

### Sezione 6
|  | Primo turno | Primo turno            | Primo turno | Primo turno | Primo turno |  |  | Ultimo turno | Ultimo turno    | Ultimo turno | Ultimo turno | Ultimo turno |  |
|  |             |                        |             |             |             |  |  |              |                 |              |              |              |  |
|  | 6           | Frank Dancevic         | 7           | 2           | 6           |  |  |              |                 |              |              |              |  |
|  |             | Guillermo García López | 68          | 6           | 4           |  |  | 6            | Frank Dancevic  | 4            | 7            | 4            |  |
|  |             | Alejandro Falla        | 64          | 6           | 6           |  |  |              | Alejandro Falla | 6            | 5            | 6            |  |
|  | 10          | Vince Spadea           | 7           | 2           | 3           |  |  |              |                 |              |              |              |  |